# 目白台 (八王子市)
目白台（日语：／ Mejirodai */?）是東京都八王子市西南部的地名，分一丁目至四丁目。郵遞區號為193-0833。 2013年3月底為止的人口有8,549人。

## 地理
位於八王子市西南部橫山丘陵上。1967年京王帝都電鐵（現京王電鐵）在此打造京王目白台團地，加上中心的京王高尾線目白台站開業，此地急速住宅地化，現在町域大部分為住宅區。
東鄰山田町，西接東淺川町，南連椚田町，北通散田町。

### 地價
根據2014年（平成26年）1月1日的公告地價，目白台4丁目20番4的住宅地價為15萬1000日圓/m2。

## 歷史

### 町名由來
町名來自1967年開賣的京王目白台團地與同年開業的京王高尾線目白台站。

### 沿革
- 1968年（昭和43年）5月1日 - 以目白台站為中心的京王目白台團地地區脫離山田町成立目白台。

## 交通

### 鐵路
- 京王電鐵

　京王高尾線：目白台站

### 道路
- 椚田遺跡公園通

## 設施
郵便局、金融機關
- 目白台站前郵便局（四丁目）
- 多摩信用金庫（日语：多摩信用金庫）目白台支店（三丁目）
- 山梨中央銀行目白台支店（四丁目）

商業
- 京王Store（日语：京王ストア）目白台店（一丁目）
- Three F（日语：スリーエフ）京王目白台站前店（二丁目）
- Bamiyan（日语：バーミヤン (レストランチェーン)）京王目白台店（二丁目）
- 運動俱樂部NAS（日语：スポーツクラブNAS）目白台（四丁目）

公園、神社、寺院
- 目白台南公園（三丁目）
- 目白台西公園（四丁目）

## 史蹟
- 目白台2丁目遺跡 - 繩文時代的住居遺跡。

## 備註
1. ↑  町丁別世帯数及び人口報告表（平成25年3月末現在、八王子市）PDF
2. ↑  .   [2014-11-09]. （原始内容存档于2014-10-06）.

## 外部連結
- 八王子市 （页面存档备份，存于）